# Sea Installer
Sea Installer – судно для встановлення вітрових турбін, споруджене для данської компанії A2SEA. Однотипне з Sea Challenger.

## Характеристики
Замовлення на судно виконала у 2012 році китайська корабельня компанії COSCO. За своїм архітектурно-конструктивним типом воно належить до самопідіймальних (jack-up) та має чотири опори довжиною по 82,5 метри. Це дозволяє оперувати в районах з глибинами від 6,5 до 55 метрів.
Для виконання основних завдань Sea Installer обладнане краном Gusto GLC-900-ED-S вантажністю 900 тонн (на висоту 95 метрів, при вантажі у 700 тонн висота підйому досягає 115 метрів). Його робоча палуба має площу 3350 м2 та розрахована на розміщення до 7400 тонн вантажу з максимальним навантаженням 15 тонн/м2.
Пересування до місця виконання робіт здійснюється самостійно із максимальною швидкістю до 12 вузлів, а точність встановлення забезпечується системою динамічного позиціювання DP2. 
На борту, окрім приміщень для екіпажу, наявні каюти для розміщення ще 35 осіб. Доставка персоналу та вантажів може здійснюватись з використанням гелікоптерного майданчика судна, який має діаметр 22,2 метра та розрахований на прийом машин вагою до 12,8 тонни.

## Завдання судна
Першим завданням для судна став монтаж у січні 2013-го двох турбін потужністю по 6 МВт на демонстраційному проєкті у складі ВЕС Гунфліт-Сандс (Північне море біля Ессекса).
Після цього судно виконувало встановлення вітрових агрегатів на данській ВЕС Анхольт, розташованій в протоці Каттегат, яка з'єднує Балтійське та Північне моря. Тут Sea Installer було лише одним з чотирьох суден (поряд з Sea Power, Sea Worker та Sea Jack), котрі монтували турбіни – на його долю припало 14 зі 111.
Завершивши роботу в данських водах у квітні 2013-го судно вирушило в Ірландське море до узбережжя Камбрії, де спершу спорудило 30 зі 108 монопальних фундаментів ВЕС Вест-оф-Даддон-Сандс (інші були завданням для Pacific Orca). Після цього воно змонтувало всі 108 вітрових агрегатів, завершивши роботи вже у 2014-му. 
У 2014-2015 роках Sea Installer встановило 77 турбін на німецькій ВЕС Боркум-Рифгрунд 1, розташованій в Північному морі за кілька десятків кілометрів від острова Боркум.
Влітку 2016-го судно взяло участь у спорудженні офшорної трансформаторної станції на данській північноморській ВЕС Горнс-Ріф 3, розташованій біля мису Блавандс. Тут воно змонтувало три трансформатори вагою по 185 тон.
А у квітні 2017 року Sea Installer розпочало роботи зі встановлення 91 вітрового агрегату на ВЕС Race Bank (Північне море біля узбережжя Норфолка і Лінкольншира).